# Peripatopsis clavigera
Peripatopsis clavigera är en klomaskart som beskrevs av William Frederick Purcell 1899. Peripatopsis clavigera ingår i släktet Peripatopsis och familjen Peripatopsidae. IUCN kategoriserar arten globalt som sårbar. Inga underarter finns listade i Catalogue of Life.